# Narinosus nativus
Narinosus nativus – gatunek pluskwiaków z rodziny owoszczowatych i podrodziny Issinae, jedyny z monotypowego rodzaju Narinosus.
Gatunek i rodzaj opisane zostały w 2005 roku przez Władimira M. Gnezdilova i Michaela R. Wilsona.
Pluskwiak upodobniony do ryjkowców. Głowa o metope pozbawionym środkowego i podbocznych kilów i wykształconym w po bokach oraz od góry i dołu przypłaszczony ryjek, który u wierzchołka nie jest pogrubiony ani błyszczący jak u gatunków z rodzaju Bardunia. Kile boczne na metope zakręcają ku szczytowi ryjka i go osiągają. Odnóża przedniej pary o silnie spłaszczonych udach i goleniach, a tylnej o goleniach z 1-3 ząbkami bocznymi. Płatki analne skrzydeł tylnych wąskie. Narządy rozrodcze samców z edeagusem wyposażonym w dwa haki po stronie brzusznej.
Owoszczowaty znany z chińskich Hubei, Shaanxi i Szantungu.